# Alcântara (Lissabon)
Alcântara is een plaats (freguesia) in de Portugese gemeente Lissabon en telt 13.850 inwoners (2021). De naam is afgeleid van het Arabische woord voor "brug" en verwijst naar een niet meer bestaande Romeinse brug die hier lag.

## Monumenten
- Igreja e Convento das Flamengas (Klooster van de Vlaamse nonnen).